# الماین
الماین (به عربی: الماين) یک شهرداری‌های الجزایر در الجزایر است که در ناحیه الروینه واقع شده‌است.